# Waterloo (Sierra Leone)
Waterloo – miasto w Sierra Leone w jednostce administracyjnej Obszar Zachodni, ok. 30 km na południowy wschód od Freetown, 20 900 mieszkańców (2006). Przemysł spożywczy, włókienniczy.